# Telicota ancilla
Telicota ancilla är en fjärilsart som beskrevs av Herrich-Schäffer 1869. Telicota ancilla ingår i släktet Telicota och familjen tjockhuvuden. Inga underarter finns listade i Catalogue of Life.

## Bildgalleri

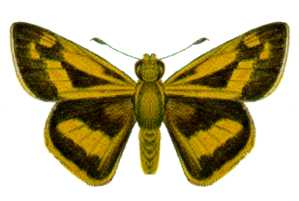
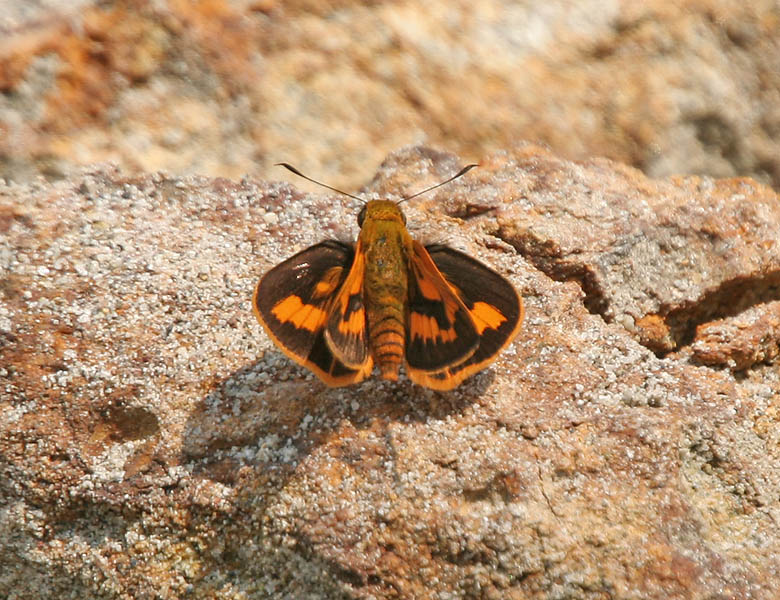
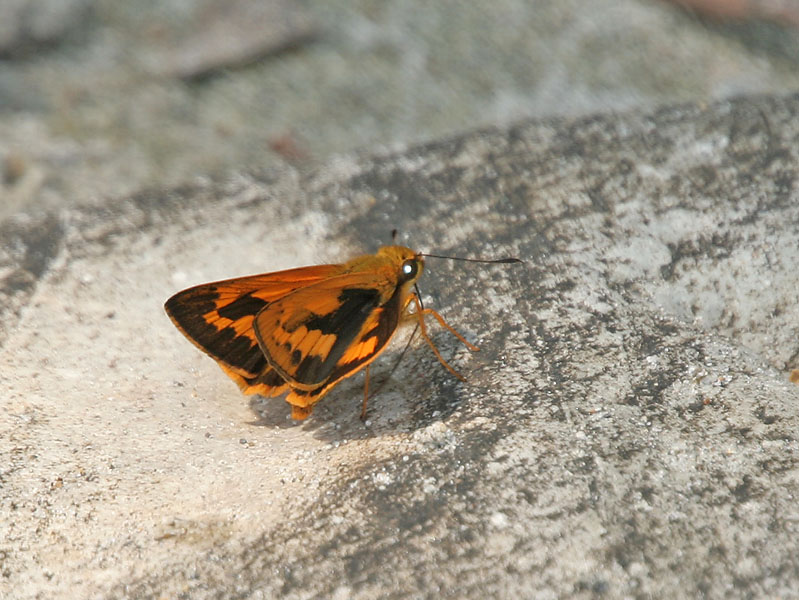
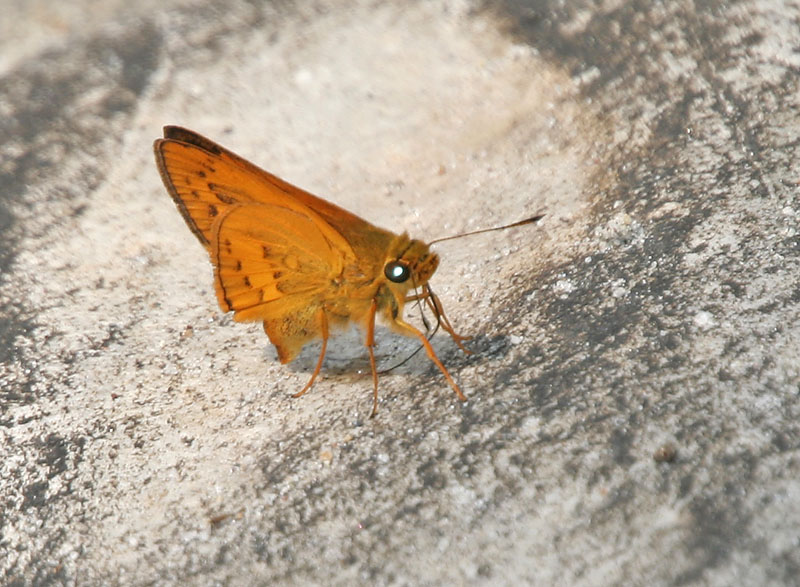
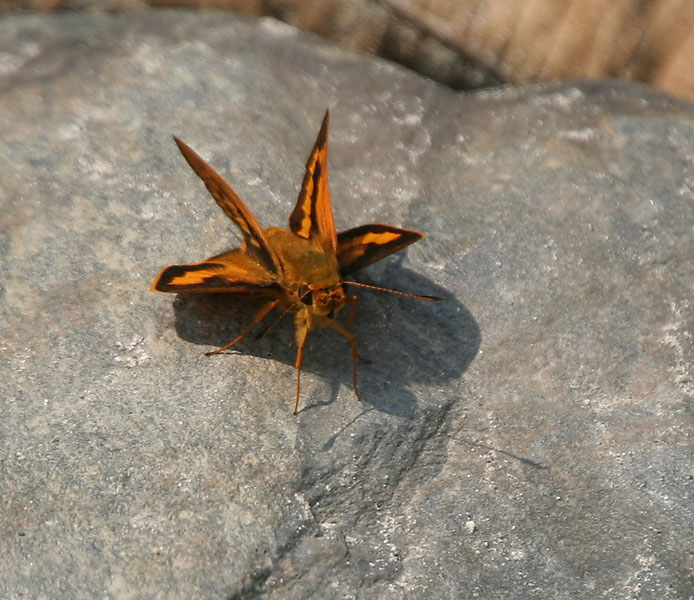
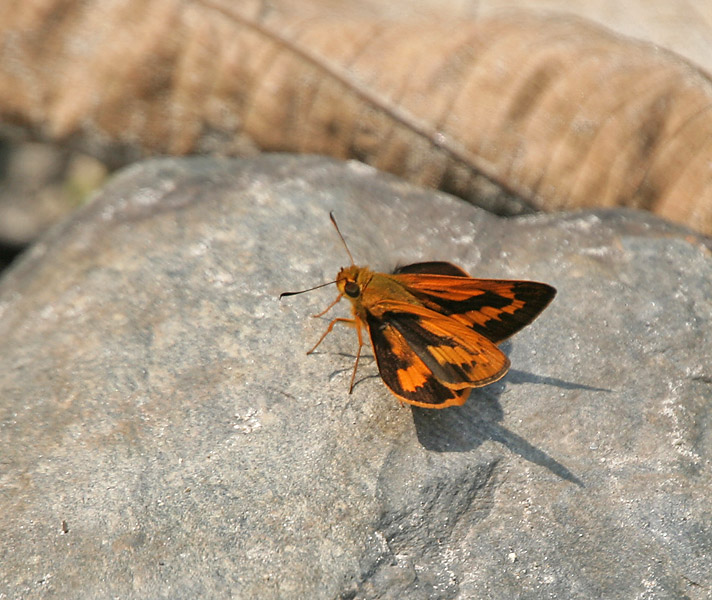